# 1993 en hockey sur glace
Cette page présente les éléments de hockey sur glace de l'année 1993, que ce soit d'un point de vue rencontres internationales ou championnats nationaux. Les grandes dates des différentes compétitions sont données ainsi que les décès de personnalités du hockey mondial.

## Amérique du Nord

### Ligue nationale de hockey
Les Canadiens de Montréal battent les Kings de Los Angeles pour remporter la 24e coupe Stanley de leur histoire.

### East Coast Hockey League
- Le Storm de Toledo remporte la coupe Riley.